# USS LST-762
O USS LST-762 foi um navio de guerra norte-americano da classe LST que operou durante a Segunda Guerra Mundial.